# 마이닐라
《마이닐라》(필리핀어: Maynila)는 필리핀의 앤솔러지 텔레비전 드라마이다.

## 같이 보기
- GMA 네트워크